# Dilar similis
Dilar similis är en insektsart som beskrevs av Monserrat 1989. Dilar similis ingår i släktet Dilar och familjen Dilaridae. Inga underarter finns listade i Catalogue of Life.